# Сорта томатов
Сорта томатов

Распределение по форме ягоды

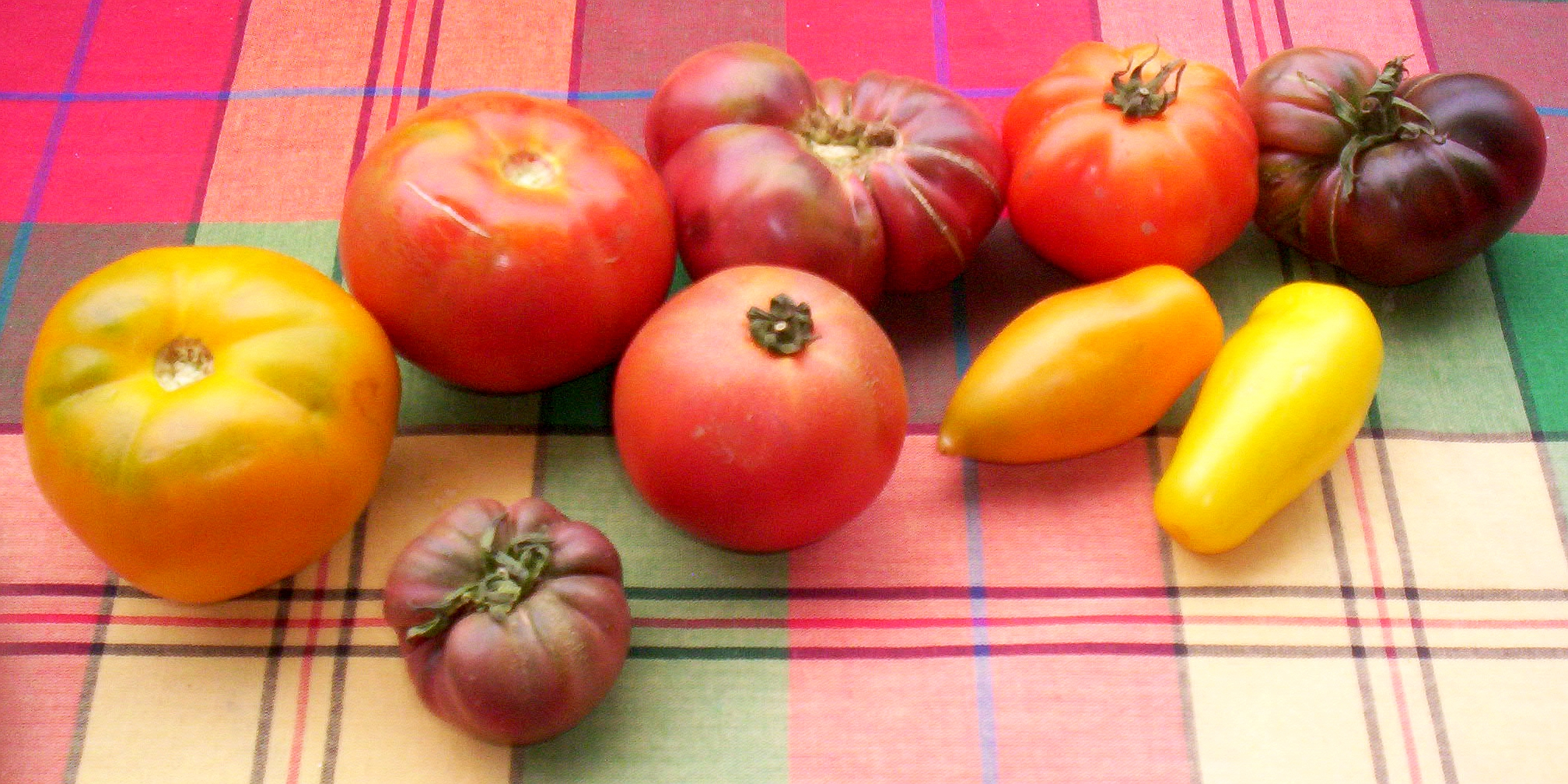
Распределение по цвету ягоды

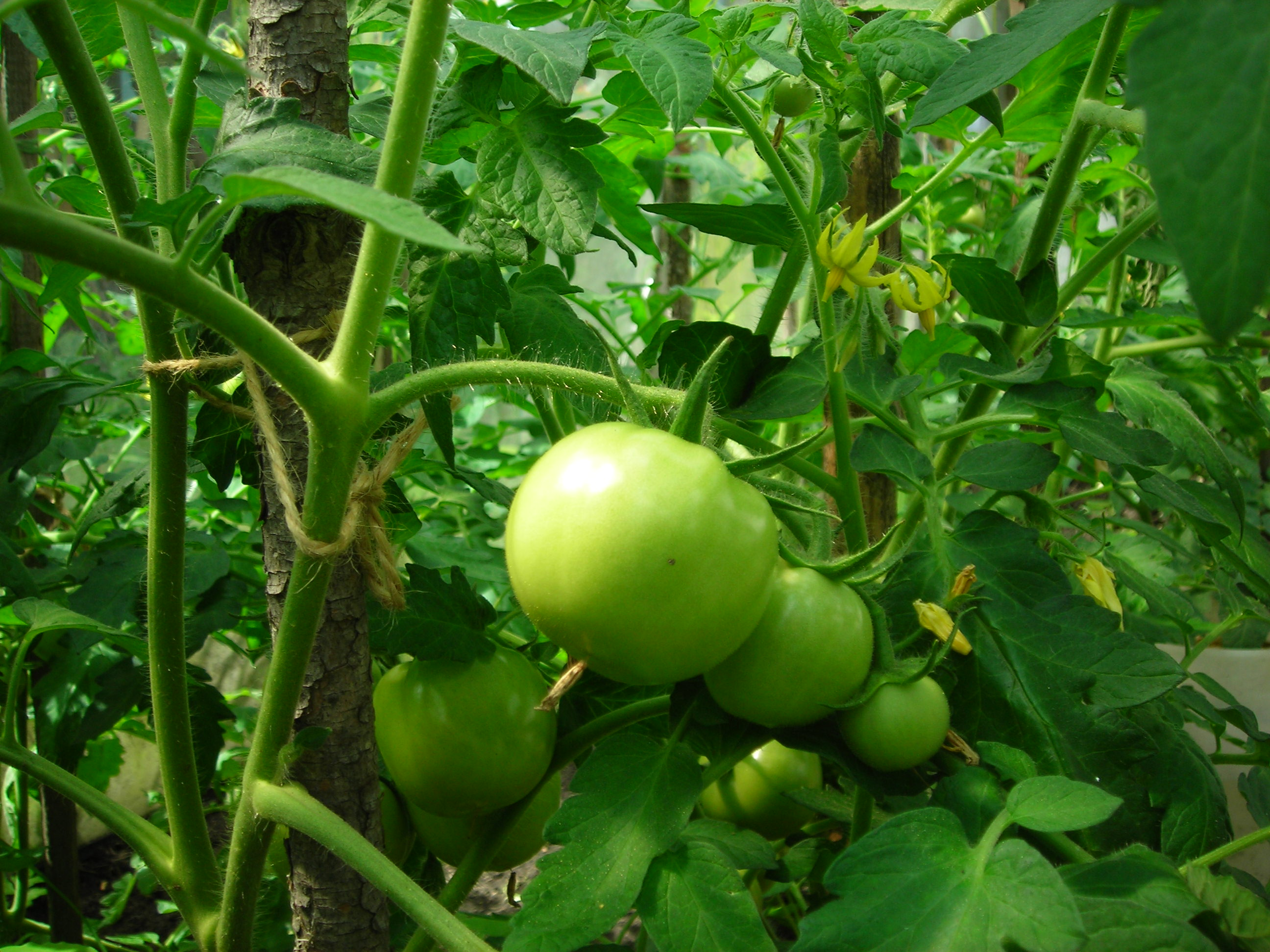
Зелёный, не созревший помидор, растущий в теплице

В  Российский Государственный реестр селекционных достижений, допущенных к использованию в 2021 году, включено  3371 сорт томатов, из них 216 новых и 513 охраняемых.
Сорта томата могут быть охарактеризованы по различным критериям — технологическим, агротехническим, по потребительским свойствам:
- по типу роста куста — детерминированные и индетерминированные;
- по времени созревания — ранние, среднеспелые, поздние;
- по способу употребления — столовые, для консервации, для производства сока и др.

## Общие сведения
Наиболее распространены сорта нештамбового томата, имеющего тонкие стебли, полегающие под тяжестью плодов, и крупные, слабогофрированные листья; кусты могут быть как карликовыми, так и высокорослыми. Сорта штамбового томата достаточно многочисленны. Стебли у растений толстые, листья среднего размера, с короткими черешками и сближенными долями, сильногофрированные; пасынков образуется мало. Кусты компактные — от карликовых до среднерослых. Выведены полуштамбовые сорта томата, занимающие промежуточное положение между указанными группами. Сортов картофельного типа, получившего название за сходство его листьев с картофельными, очень мало.
По типу роста куста сорта томата делятся на детерминированные (слаборослые) и индетерминированные (высокорослые).
У детерминированных сортов основной стебель и боковые побеги прекращают рост после образования на стебле 2—6, иногда более кистей. Стебель и все побеги заканчиваются цветочной кистью. Пасынки образуются только в нижней части стебля. Куст небольшой или средних размеров (60—180 см). Кроме типично детерминированных выделяют также супердетерминированные сорта, у которых растения прекращают рост после формирования на основном стебле 2—3 кистей (все побеги оканчиваются соцветиями и образуют сильноразветвлённый небольшой куст; вторая волна роста отмечается после созревания большей части плодов; первое соцветие образуется на высоте 7—8-го листа), а также полудетерминированные, растения которых отличаются более сильным, почти неограниченным ростом — формируют на одном стебле 8—10 кистей.
У индетерминированных сортов томатов рост растений неограничен. Основной стебель заканчивается цветочной кистю (первая кисть образуется над 9—12 листом), а пасынок, растущий из пазухи листа, ближайшего к верхушечной кисти, продолжает рост основного стебля. После образования нескольких листьев пасынок заканчивает свой рост заложением цветочного бутона, а рост растения продолжается за счёт ближайшего пасынка. Так происходит до конца вегетации, которая обычно завершается первым осенним заморозком. Куст высокорослый (2 м и более), но темп цветения и плодообразования ниже, чем у томатов детерминированных сортов, растянутый.
По типу роста томаты делятся на индетерминантные (индеты) — соцветия располагаются через 2—3 листа, побеги растут неограниченно, как лианы, детерминантные (деты) — соцветия располагаются через 1—2 листа, над 5—6 соцветием растение заканчивает свой рост (вершкуется) и супердетерминантные (супердеты или кустовые) — соцветия располагаются через лист, над 2—4 соцветием растение вершкуется. Некоторые авторы выделяют промежуточную форму между кустовыми и лиановидными томатами — полудетерминантные (полудеты).
Таблица сортов томатов
| Название сорта          | Длительность созревания   | Тип роста куста     | Разновидность | Плоды                                            | Заметки | Внешний вид |
| ----------------------- | ------------------------- | ------------------- | ------------- | ------------------------------------------------ | --- | ----------- |
| Алпатьева 905-а         | Ранний                    | Детерминированный   | Штамбовый     | Красные, округлые гладкие, 70—90 г.              | Куст небольшой, до 60 см высотой. Период вегетации — 105—115 дней. Урожай с куста до 2 кг. Назначение в основном столовое, но пригоден для засолки и приготовления сока. |             |
| Барнаульский консервный | Ранний                    | Детерминированный   | Полуштамбовый | Красные, округло-вытянутые, 35—45 г.             | Растение высотой до 45 см. Период вегитации — 90—95 дней. Не требует пасынкования. Предназначен для консервирования целыми плодами. Особенность сорта — холодостойкость, может завязывать плоды при температуре плюс 10—12 °C, когда развитие томатов большинства сортов прекращается. Благодаря этим уникальным свойствам — скороспелости и урожайности — даёт неплохой урожай в самые неблагоприятные годы.         |             |
| Молдавский ранний       | Ранний                    | Детерминированный   | ?             | Оранжево-красные, плоскоокруглые, до 100 г.      | Плоды хорошего вкуса. К заболеваниям довольно устойчив, Используется в свежем виде и для переработки. |             |
| Сортогруппа Де Барао    | Среднепоздний или поздний | Индетерминированный | Нештамбовый   | Различных окрасок, 60—80 г                       | Внутри сортогруппы сорта отличаются только окрасками (существуют красные, розовые, оранжевые, розовые, чёрные и золотые). Консервный, хотя пригоден для потребления в свежем виде. Слабо поражается болезнями. Куст высокорослый, индетерминантный, может достигать высоты более 2 м. Зелёные плоды хорошо дозревают и благодаря плотной кожице могут храниться до двух месяцев. От всходов до плодоношения 130 дней. |             |
| Груша чёрная            | Среднеспелый              | Детерминированный   | Картофельный  | Округло-грушевидная или грушевидная, 60—100 г.   | Пригоден для выращивания в открытом грунте, но предпочтительно в парниках или теплицах. Кисти простые, с 5—8 плодами. Плоды при созревании бурокоричневые, после дозревания почти чёрные. Сорт столово-консервный, устойчив к летним похолоданиям. |             |
| Хурма                   | Среднеспелый              | Детерминированный   | Нештамбовый   | От сплюснутого до округло-сплюснутого, 80—250 г. | Сорт высокорослый (до 1 м), подходит в равной степени для открытого и защищённого грунта. Плоды от жёлтого до оранжевого оттенка, крупные, завязывается немного (при большом размере). Пригоден для всех способов переработки и потребления. | Томат Хурма |